# Tennantita
El terme tennantita fa referència als minerals que formen el subgrup de la tennantita, creat l'any 2020. Prèviament, la tennantita era un mineral aprovat per l'Associació Mineralògica Internacional (IMA), anomenada així l'any 1819 per William Phillips en honor del químic anglès Smithson Tennant (1761-1815).

## Característiques
És un sulfur de coure amb anions addicionals d'arsenur, amb fórmula Cu₆[Cu₄(Fe,Zn)₂]As₄S13. A més dels elements de la seva fórmula, sol portar com a impureses: plata, ferro, zinc, antimoni, bismut i plom. Químicament és molt similar a l'enargita i la luzonita, i és l'anàleg de coure de l'argentotennantita. Forma una sèrie de solució sòlida amb la tetraedrita, en la qual la substitució gradual de l'arsènic per antimoni va donant els diferents minerals de la sèrie. És extreta en les mines com a mena del coure i la plata.

## Formació i jaciments
Apareix en filons d'alteració hidrotermal de temperatura baixa a mitjana i en jaciments de metamorfisme de contacte en roques carbonatades. Sol trobar-se associada a altres minerals com: sulfurs i sulfosals de Cu-Pb-Zn-Ag, pirita, calcita, dolomita, siderita, barita, fluorita o quars.

## Varietats
- Annivita, una varietat rica en bismut.[4]
- Binnita, una varietat multifacètica arrodonida provinent del dipòsit Lengenbach, a la vall Binn (Suïssa).[5]
- Cobaltobismutotennantita, una varietat amb un contingut de cobalt al voltant d'un 1% en pes.[6]
- Cuprobinnita, una varietat que conté plata.[7]
- Tennantita argentífera, una varietat que conté plata, en una proporció aproximada de 38 oz de plata per tona extreta de la mina.[8]
- Tennantita mercúrica, una varietat que conté mercuri.[9]
- Tennantita tel·lúrica, una varietat que conté tel·luri.[10]
- Tennantita zíncica, o eritroconita, una varietat rica en zinc.[11]